# Sommar och syndare
Sommar och syndare är en svensk komedifilm från 1960 i regi av Arne Mattsson.  

## Handling
Filmen handlar om muntra förvecklingar kring gräsänkling och gräsänkeproblem.

## Om filmen
Filmen premiärvisades på biograf Grand i Stockholm 26 september 1960. Som förlaga hade man Erik Populiers och Willy Breinholsts roman Dyden er ikke dirchefri.  

## Rollista i urval
- Karl-Arne Holmsten - Emil Horneberg, nylonstrumpsfabrikant
- Elsa Prawitz - Helga Krus, utpresserska
- Olof Thunberg - Ove Högsbo, läppstiftsfabrikant
- Yvonne Lombard - Heidi Horneberg, Emils fru
- Gio Petré - Liselotte Högsbo, Oves fru
- Nils Hallberg - Åke Johansson, disponent
- Sture Lagerwall - Sven Molmagen, skådespelare
- Sif Ruud - Fröken Prytz
- Lena Granhagen - Fru Zitter
- Dirch Passer - Kansas-Joe, amerikansk soldat på permission
- Yngve Gamlin - Professor Cornelius
- Curt Löwgren - Producent
- Ole Monty - Portier på Badhotellet
- Judy Gringer - Vackra Lulu, badflicka

## Filmmusik i urval
- Elsa Prawitz sjunger sångerna Var har du din fru och Mañana